# Weißbauchdelfin
Der Weißbauchdelfin (Cephalorhynchus eutropia), auch bekannt als Chilenischer Delfin, ist eine Delfinart, die ausschließlich an der Küste Südamerikas vor Chile bis zum Kap Horn zu finden ist. Mit einer Körperlänge von maximal etwa 1,70 Metern gehört er zu den kleineren Delfinarten.

## Merkmale

Größenvergleich des Weißbauchdelfins mit einem Taucher

Der Weißbauchdelfin ist ein relativ kleiner Delfin mit einer Körperlänge von durchschnittlich 1,70 Metern bei einem Gewicht von etwa 63 Kilogramm. Er besitzt einen vorn abgestumpften Kopf ohne deutliche Schnauze, dadurch wurde er teilweise als Schweinswal eingeordnet. Seine Körperform ist kräftig und erscheint „dicklich“ durch eine Breite, die etwa 2/3 der Körperlänge entspricht. Die Finne entspringt etwas hinter der Rückenmitte und ist vergleichsweise groß, flach gewinkelt und deutlich abgerundet. Die Flipper sind eher klein, schlank und paddelförmig, sie sind ebenfalls abgerundet. Der Körper ist weitgehend einfarbig dunkelgrau mit einem dunkleren Streifen, der sich vom Blasloch hinunter zu den Augen zieht; zudem kann es dunklere Flecken im Bereich der Augen und an den Kopfseiten geben. Die Kehle und die Bauchseite des Tieres sind weiß mit Ausnahme eines grauen Bandes, das sich über die Brust zwischen den Flippern erstreckt. Im Bereich des hinteren Flipperansatzes weisen diese zudem jeweils einen weißen Fleck auf.

## Verbreitung

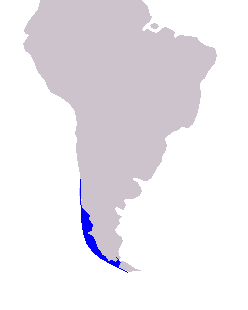
Verbreitung der Weißbauchdelfine

Der Weißbauchdelfin ist ein Endemit an der Küste Chiles, das bedeutet, er ist nur hier zu finden. Dabei erstreckt sich seine Verbreitung von der Höhe von Valparaíso am 33. südlichen Breitengrad bis zum Kap Hoorn am 55. südlichen Breitengrad.

## Lebensweise
Die Tiere leben vor allem in flachen und kühlen Küstenbereichen mit maximalen Tiefen von 200 Metern, teilweise im Bereich der Einflussbereiche von in den Ozean mündenden Flüssen. Die meisten Beobachtungen der Tiere stammen aus dem nahen Küstenbereich mit einem Anstand von etwa 500 Metern und geringen Wassertiefen von etwa 20 Metern. Sie bevorzugen Bereich mit starkem Tideneinfluss sowie Meeresbuchten. Mehrere Beobachtungen stammen aus dem Ausflussbereich des Río Valdivia, dem Golf von Arauco nahe der Stadt Arauco und den Bereichen um die Insel Chiloé. Vor allem im nördlichen Teil des Verbreitungsgebietes nähern sie sich teilweise Booten, im Süden halten sich in der Regel jedoch von diesen fern. Teilweise überlappt das Verbreitungsgebiet mit dem des Commerson-Delfins (Cephalorhynchus commersonii), vor allem in der Magellanstraße und des Beagle-Kanals an der Südspitze Südamerikas. In der Regel schließen sich die Weißbauchdelfine zu kleinen Gruppen von zwei bis 15 Individuen zusammen (Schulen), es kommen jedoch auch Gruppen von 20 bis 50 Tieren vor. Teilweise wurden auch gemischte Gruppen von Weißbauchdelfinen mit Peale-Delfinen (Lagenorhynchus australis) beobachtet, meist kommen diese beiden Arten jedoch getrennt vor. Größere und regelmäßige Wanderungen kommen bei diesen Tieren nicht vor und sie sind in der Regel mehr oder weniger standorttreu.
Der Weißbauchdelfin ernährt sich vor allem von Krebstieren, Kopffüßern und kleinen Fischen. Dokumentiert sind als Beutetiere vor allem der Krebs Munida gregaria, der zu den Kalmaren gehörende Doryteuthis gahi sowie der Chilenische Hering (Strangomera bentincki), die Südamerikanische Sardelle (Engraulis ringens) und der Patagonien-Schleimfisch (Eleginops maclovinus). Wahrscheinlich ernähren sie sich teilweise auch von Meeresalgen, vor allem von Ulva lactuca.
Über die Fortpflanzung der Tiere liegen kaum Angaben vor. Die Geburten finden vor allem zwischen Oktober und April statt und die Jungtiere werden mit einer Länge von weniger als einem Meter geboren. Die Geschlechtsreife erreichen die Tiere im Alter von fünf bis neun Jahren.

## Systematik

Die Erebus und die Terror auf der Südpolexpedition von James Clark Ross

Der Weißbauchdelfin ist eine eigenständige Art innerhalb der Schwarz-Weiß-Delfine (Cephalorhynchus), die den Delfinen (Delphinidae) zugeordnet werden. Die wissenschaftliche Erstbeschreibung stammt von John Edward Gray aus dem Jahr 1846, der sie als Delphinus eutropia beschrieb. Die Beschreibung erfolgte in dem Werk The Zoology of the Voyage of the H.M.S. Erebus & Terror, under the command of Captain Sir James Clark Ross, during the years 1839 to 1843, in dem zahlreiche Tierarten beschrieben wurden, die auf der Expedition von James Clark Ross zum Südpol entdeckt und später unter anderem von John Edward Gray beschrieben wurden.
Die Art ist monotypisch, es gibt also neben der Nominatform keine Unterarten.

## Status, Gefährdung und Schutz
Der Weißbauchdelfin wird von der International Union for Conservation of Nature and Natural Resources (IUCN) als Art der Vorwarnliste (Near Threatened, NT) eingestuft und die Bestände werden als stabil eingeschätzt. Nach Schätzungen geht man von einer Gesamtpopulation der Tiere im niedrigen Tausender- bis Zehntausender-Bereich aus, die Anzahl der geschlechtsreifen Individuen wird auf weniger als 10.000 geschätzt. Damit würde die Art als bedrohte Tierart eingestuft, allerdings wird nicht angenommen, dass es in den letzten Jahrzehnten zu einem starken Rückgang der Bestandszahlen gekommen ist.
Es ist bekannt, dass Weißbauchdelfine als Beifänge in der kommerziellen Fischerei gefangen und getötet werden, das Ausmaß ist jedoch unbekannt. Die Art hat zudem ein vergleichsweise eng begrenztes Verbreitungsgebiet mit mindestens zwei genetisch unterschiedlichen Subpopulationen. Sichtungen der Tiere kommen regelmäßig vor, sind in Teilen des Verbreitungsgebietes jedoch selten.
In der Vergangenheit wurden Delfine im Süden Chiles regelmäßig als Nahrung und Krabbenköder gejagt, wobei die Fischer diese  in den Küstengebieten nördlich der Isla Grande de Chiloé harpunierten oder die zufällig in ihren Netzen gefangenen Delfine als Köder für Langleinen, Angelruten oder Ringnetze nutzten. Dabei wurden sie, ebenso wie Schafe, Robben, Pinguinen und andere Meeresvögeln sowie Fischen als Köder für die lukrative Fischerei auf Königskrabben (Lithodes santolla und Paralomis granulosa) eingesetzt. Anfang der 1980er Jahre gab es Schätzungen, dass in der Magellanstraße pro Woche etwa zwei Delfine pro Boot gefangen wurden und 1992 wurden in dem Gebiet nahe der westlichen Magellanstraße bis zu 600 Delfine, Weißbauchdelfine und Peale-Delfine, pro Jahr harpuniert. Heute ist die Delfinjagd in Chile illegal, die Durchsetzung des Gesetzes in abgelegenen Gebieten ist allerdings schwierig und in der Regel mangelhaft. Der Verfügbarkeit von alternativen Ködern hat jedoch zu einem starken Rückgang der Fangzahlen von Delfinen geführt. Durch Aquakulturfarmen für Lachse und Schalentiere sind die verfügbaren Lebensräume teilweise eingeschränkt und vor allem in Gebieten mit hoher Farmdichte sind wichtige Lebensraumbereiche für die Delfine nicht verfügbar. In Buchten und Fjorden wurden zudem neben Lachsfarmen groß angelegte Muschelzuchtbetriebe aufgebaut. Es gibt zudem Hinweise darauf, dass chilenische Delfine manchmal zufällig in Netzen gefangen werden, die um Lachsfarmen aufgestellt werden, um Seelöwen aus den südlichen Buchten und Kanälen auszuschließen.

## Belege
1. 1 2 3 4 5 6 7  J.Y. Wang, K.N. Riehl, S.Z. Dungan: Genus Cephalorhynchos; Chilean Dolphin Cephalorhynchos eutropia In: Don E. Wilson, Russell A. Mittermeier: Handbook of the Mammals of the World. 4. Sea Mammals. Lynx Edicions, Barcelona 2014; S. 524– 525. ISBN 978-84-96553-93-4.
2. ↑  Cephalorhynchos eutropia. In: Don E. Wilson, DeeAnn M. Reeder (Hrsg.): Mammal Species of the World. A taxonomic and geographic Reference. 2 Bände. 3. Auflage. Johns Hopkins University Press, Baltimore MD 2005, ISBN 0-8018-8221-4.
3. 1 2 3 4  Cephalorhynchus eutropia in der Roten Liste gefährdeter Arten der IUCN 2017. Eingestellt von: S. Heinrich, R. Reeves, 2017. Abgerufen am 11. Juli 2020.